# Сусељничко језеро
Сусељничко језеро (рус. озеро Сусельницкое) слатководно је језеро глацијалног порекла смештено на крајњем истоку Бежаничког рејона, на истоку Псковске области, односно на западу европског дела Руске Федерације. Језеро се налази у басену реке Сусљанке преко које је повезано са басеном Ловата и Балтичким морем.
Акваторија језера обухвата површину од око 3,2 км², просечна дубина воде у језеру је око 1,2 метра, док је максимална дубина до 3,4 метара. Ка језеру се одводњава подручје површине око 35,7 км².